# Joseph Hebting

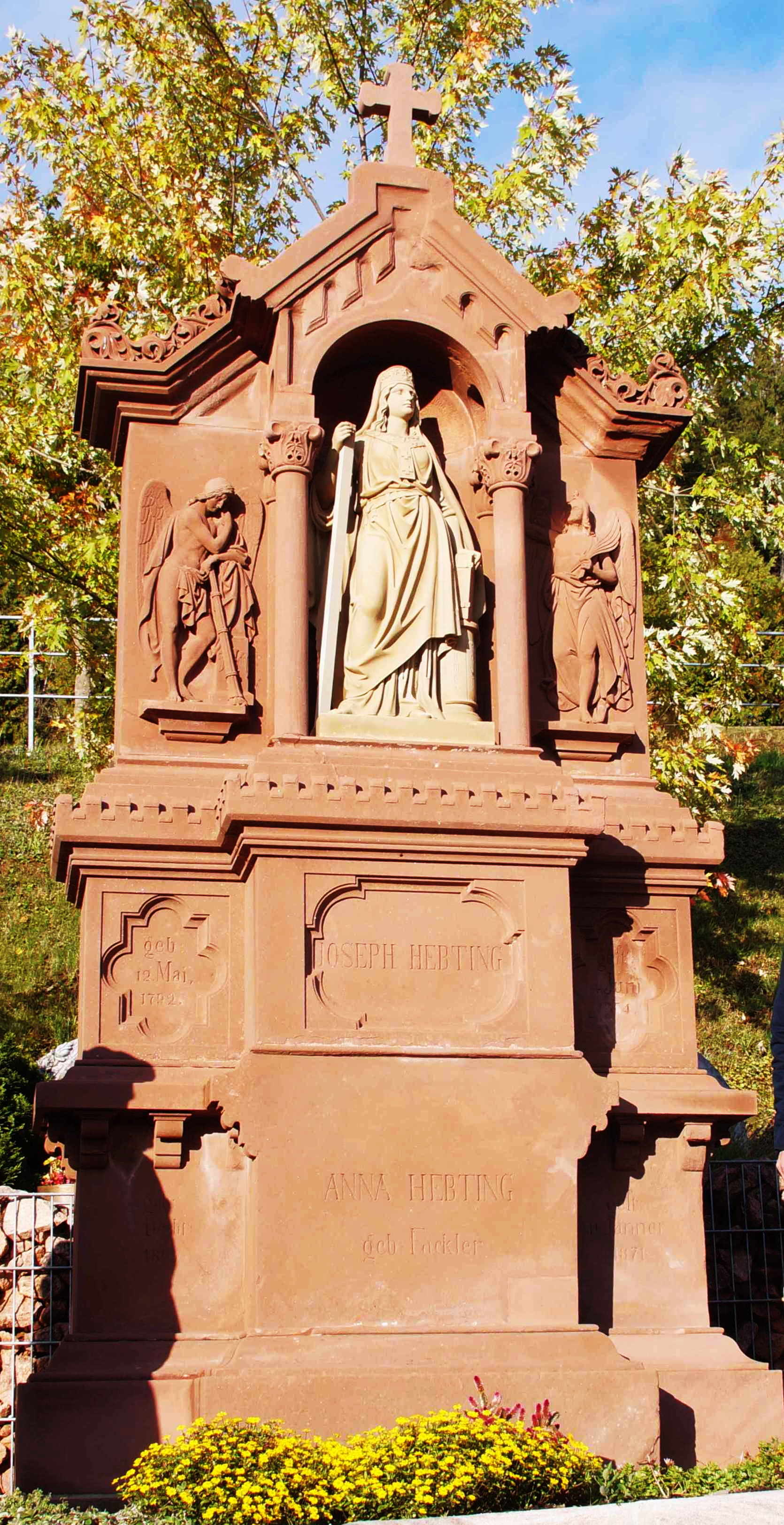
Grabmal von Joseph Hebting VI. in seinem Heimatort Vöhrenbach

Joseph Hebting (* 13. November 1822 in Vöhrenbach; † 26. März 1888 in Freiburg im Breisgau) war ein Weinhändler, Gutsbesitzer und Reichstagsabgeordneter.
Hebting war Weinhändler und Gutsbesitzer in Vöhrenbach und in Freiburg im Breisgau, wo er ab 1874 wohnte.
Von 1865 bis 1871 war er Mitglied der II. Badischen Kammer und von 1868 bis 1870 Mitglied des Zollparlaments. Von 1871 bis 1874 und von 1877 bis 1878  war er Mitglied des Deutschen Reichstags für die Nationalliberale Partei als Abgeordneter des Wahlkreises Großherzogtum Baden 3 (Schopfheim–Waldshut–Neustadt–Säckingen–Schönau–Sankt Blasien).
In Vöhrenbach ist die Schule, deren Gründung er förderte,  und eine Straße beim Stammsitz der Familie nach ihm benannt.
Der badische Verwaltungsjurist Franz Sales Hebting war sein jüngerer Bruder.